# Гусейнов, Ашраф Искендер оглы
Ашраф Искендер оглы (Искендерович) Гусейнов (азерб. Əşrəf İsgəndər oğlu Hüseynov; 20 сентября 1907, село Эмирварлы — 26 августа 1980, Баку) — азербайджанский советский математик, доктор физико-математических наук, профессор, академик-секретарь Отделения физико-технических и математических наук Академии наук Азербайджана, академик Академии наук Азербайджанской ССР, заслуженный деятель науки Азербайджанской ССР, заслуженный учитель Азербайджанской ССР.
Занимался в основном исследованием дифференциальных и интегральных уравнений, а также теорией функций комплексного переменного и функционального анализа. Широкую известность и признание принесли Гусейнову работы по теории нелинейных сингулярных уравнений. Первой работой учёного в данной области стало обоснование сходимости метода последовательных приближений для нелинейного сингулярного интегрального уравнения.
В период с 1965 по 1970 год был директором Института кибернетики Академии наук Азербайджанской ССР. Долгие годы был деканом физико-математического и механико-математического факультетов Азербайджанского государственного университета. Среди его учеников были такие математики как Ариф Бабаев, Гошгар Ахмедов, Халид Мухтаров и др. По словам таких математиков, как Джалал Аллахвердиев, Ариф Бабаев, Николай Векуа, Виктор Купрадзе, Фарамаз Максудов, является крупным специалистом в области интегральных уравнений и их приложений к задачам математической физики.

## Биография
Ашраф Гусейнов родился 20 сентября 1907 года в селе Эмирварлы Карягинского уезда Елизаветпольской губернии (ныне — в Джебраильском районе). Этнический азербайджанец. В 1927 году окончил среднюю школу второй ступени села Карягино.
В 1931 году окончил Азербайджанский государственный университет. Здесь он учился на физико-математическом факультете у профессоров А. С. Кованко, Ю. Б. Лопатинского и др.
После окончания университета Ашраф Гусейнов около года работал ассистентом кафедры математики Азербайджанского нефтяного института, а позже учился в аспирантуре Института математики Московского государственного университета имени М. В. Ломоносова. Именно в МГУ Гусейнов в 1940 году защитил кандидатскую диссертацию «Об одной задаче теории потенциала», выполненную под научным руководством Андрея Николаевича Тихонова.

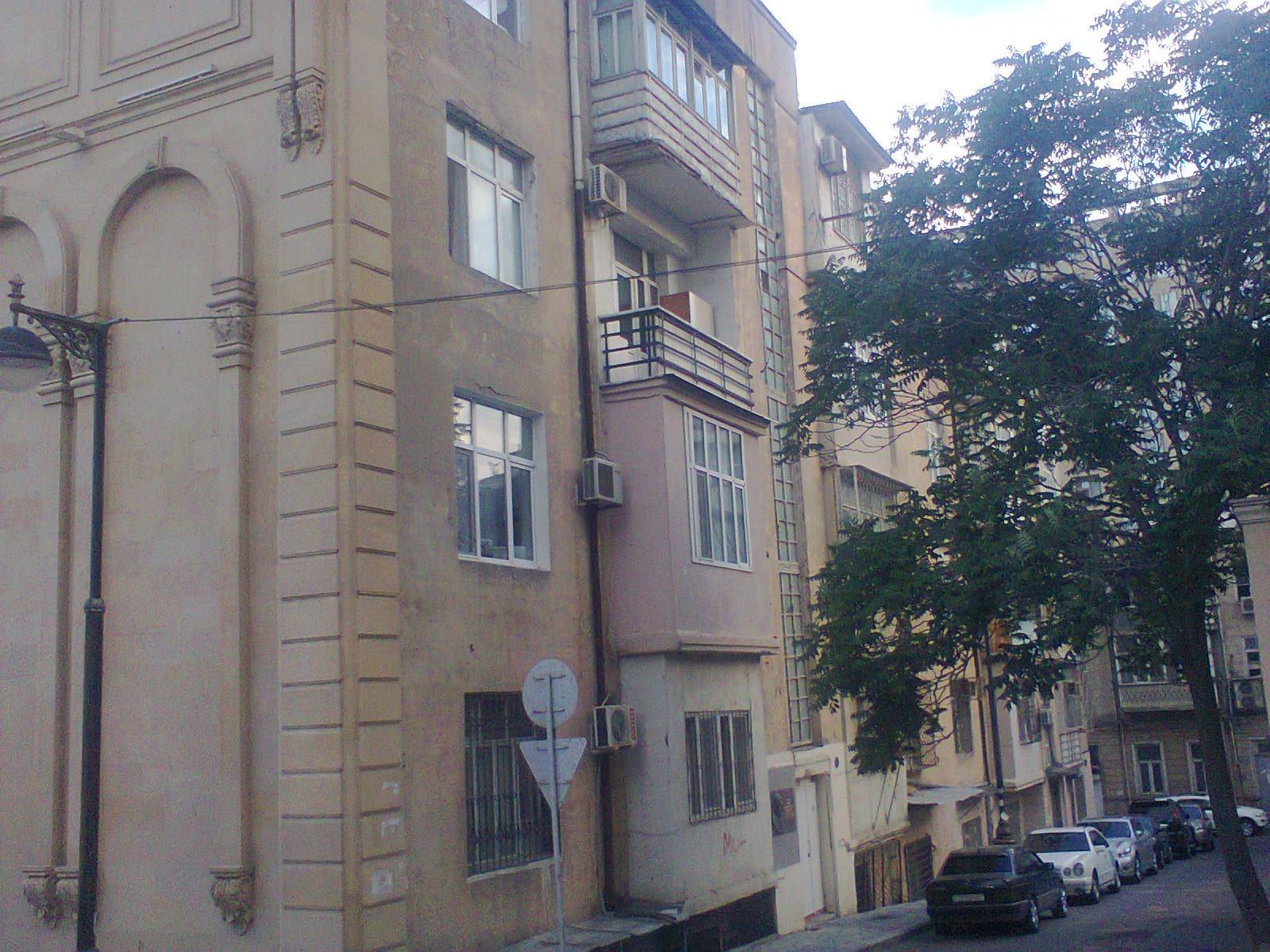
Дом в Баку, в котором жил Ашраф Гусейнов

С 1931 года преподавал в вузах Азербайджана; с 1934 года работал в Азербайджанском университете, с 1965 — в Институте кибернетики Академии наук Азербайджанской ССР. Долгие годы возглавлял физико-математический факультет, впоследствии — механико-математический факультет АГУ им. С. М. Кирова, руководил кафедрой теории функций и алгебры, преобразованной в дальнейшем в кафедру теории функций и функционального анализа. Среди его учеников — члены-корреспонденты Академии наук Азербайджанской ССР К. Т. Ахмедов и А. А. Бабаев, доктор физико-математических наук профессор Х. Ш. Мухтаров и др. По его инициативе многие учёные республики были направлены в крупные научные центры СССР.
С 1944 года систематически разрабатывал теорию нелинейных сингулярных интегральных уравнений. В 1948 году на Учёном совете механико-математического факультета МГУ защитил докторскую диссертацию на тему «Теоремы существования и единственности для нелинейных сингулярных интегральных уравнений и некоторые их приложения». Профессор (1949).
В 1956 году стал членом КПСС. С 1962 года — член-корреспондент, с 1968 — действительный член Академии наук Азербайджана. В период с 1965 по 1970 год — директор Института кибернетики Академии наук Азербайджанской ССР. В 1970 году стал академиком-секретарём Отделения физико-технических и математических наук Академии наук Азербайджанской ССР. Возглавлял Методический совет Министерства просвещения Азербайджанской ССР, а также Методический совет Министерства высшего и среднего специального образования страны, был членом Методического совета Министерства высшего и среднего специального образования СССР.
При его активном участии организованы Научно-исследовательский институт физики и математики, Вычислительный центр, ряд профилирующих кафедр Азербайджанского государственного университета имени С. М. Кирова, а также сам Институт кибернетики Академии наук Азербайджанской ССР.
Награждён орденом Трудового Красного Знамени, орденом «Знак Почёта», а также медалями.
Скончался Ашраф Гусейнов 26 августа 1980 года. Похоронен на II Аллее почётного захоронения в Баку. Дочь учёного, Диляра Гусейнова также стала доктором физико-математических наук.

## Исследования

Могила Ашрафа Гусейнова на II Аллее почётного захоронения в Баку

Основные труды Гусейнова связаны с дифференциальными и интегральными уравнениями, теорией функций комплексного переменного и функционального анализа. Именно работы по теории нелинейных сингулярных уравнений принесли Гусейнову широкую известность и признание. Первой работой Гусейнова в этой области стало то, что ему удалось обосновать сходимость метода последовательных приближений для нелинейного сингулярного интегрального уравнения, которое возникает в классической задаче построения функции, конформно отображающей единичный круг на радиально возмущённый круг. Позднее Ашраф Гусейнов, продолжая свои исследования в этом направлении, обосновал сходимость метода последовательных приближений для решения сингулярного интегрального уравнения по замкнутому контуру весьма общего вида:
Полученные им результаты впоследствии были применены при исследовании задач об обтекании пористого круглого цилиндра плоско-параллельным потоком идеальной несжимаемой жидкости, при определении дебита нефтяных скважин в плоском пласте при произвольной форме контура питания и в некоторых других.
Для изучения особого интеграла по разомкнутому контуру Ашрафом Гусейновым были введены банахоны пространства {\displaystyle \mathrm {H} _{\alpha ,\beta ,\delta }} функций {\displaystyle u(x)}, определённых на {\displaystyle (a,b)}, для которых
при любом {\displaystyle x\in (a,b)} и
при любых
{\displaystyle K_{u},m_{u}} — положительные постоянные, а норма вводится следующим образом:
Дальнейшие исследования разных авторов показали, что пространства Гусейнова {\displaystyle \mathrm {H} _{\alpha ,\beta ,\delta }} являются весьма характерным и плодотворным объектом для сингулярных интегралов. Гусейнову удалось также доказать компактность вложения пространства {\displaystyle \mathrm {H} _{\alpha ,\beta ,\delta }} и {\displaystyle \mathrm {B} _{\alpha ,\beta ,\delta }}, путём ввода пространства {\displaystyle \mathrm {B} _{\alpha ,\beta ,\delta }} с нормой
Ашраф Гусейнов также доказал непрерывность оператора
на компактах в смысле сходимости {\displaystyle \left\|...\right\|^{(2)}}.
Ашраф Гусейнов и его ученики решили ряд существенных задач теории особого интеграла сингулярных интегральных уравнений в многомерном случаях и в одномерном случаях. Ряд работ советских и зарубежных математиков посвящены развитию и применению результатов Ашрафа Гусейнова в области сингулярных интегральных уравнений.
В последние годы Гусейнов занимался в основном разработкой приближённых методов решения интегральных и сингулярных интегральных уравнений и применению их для решения прикладных задач, имеющих важное хозяйственное значение. В частности, благодаря этим методам удалось решить некоторые задачи многофазной фильтрации в пористой среде, связанные с эксплуатацией нефтяных и газовых месторождений.
Помимо этого, Ашраф Гусейнов с группой своих учеников провёл ряд исследований в области смешанных задач для квазилинейных параболических и гиперболических уравнений.

## Научные работы
Ашарф Гусейнов является автором ряда учебников и монографий, среди которых имеются такие работы, как «Интегральные уравнения», «Основы теории множеств», «История развития математики в Азербайджане». Ниже приведён список некоторых работ Гусейнова:
- Гусейнов А. И. Об одной задаче теории потенциала // Тр. АГУ. — 1942. — Т. 1, вып. 1. — С. 3—18.
- Гусейнов А. И. Об одной граничной задаче теории потенциала // Тр. Научно-иссл. инст. матем. и физики АГУ. — 1949. — Т. 1. — С. 3—10.
- Гусейнов А. И. К теории линейных сингулярных интегральных уравнений // Тр. АГУ, серия физ.-мат.. — 1953. — Вып. 3. — С. 65—84.
- Гусейнов А. И. О положительных решениях нелинейных интегральных уравнений, ядро которого линейно относительно параметра (азерб.) // Уч. зап. АГУ. — 1955. — No 12. — S. 3—18.
- Гусейнов А. И., Мамедов Я. Д. О положительных решениях одного класса нелинейных интегральных уравнений, линейно зависящих от параметра // Уч. зап. АГУ. — 1956. — № 12. — С. 19—26.
- Гусейнов А. И., Бабаев А. А. О дифференцируемости и полной непрерывности нелинейного сингулярного интегрального оператора с ядром Коши // Уч. зап. АГУ. — 1958. — № 3. — С. 3—15.
- Гусейнов А. И. О производной Фреше оператора {\displaystyle \mathrm {A} u=\int _{-\pi }^{\pi }\Phi \left|s,u(s)\right|\operatorname {ctg} {\frac {(s-x)}{2}}ds} // Ученые записки АГУ им. С. М. Кирова. — 1959. — № 1.
- Гусейнов А. И., Мамедов Я. Д. Исследования решения нелинейных уравнений с запаздывающим аргументом // Уч. зап. АГУ, физ.-мат. и хим. серия. — 1960. — № 3. — С. 3—9.

## Память
Именем Ашрафа Гусейнова была названа средняя школа села Амирварлы, в котором он родился.
Институт кибернетики при Академии наук Азербайджана, которым некогда руководил Ашраф Гусейнов, был назван его именем.
В 2007 году в Бакинском государственном университете состоялась научная конференция, посвящённая 100-летнему юбилею Ашрафа Гусейнова.